# جورج إتش سميث
جورج إتش سميث (بالإنجليزية: George Hamilton Smith)‏ هو فيلسوف وكاتب أمريكي، ولد في 10 فبراير 1949 في اليابان.